# Iwonicz
Iwonicz – wieś w Polsce, położona w województwie podkarpackim, w powiecie krośnieńskim, w gminie Iwonicz-Zdrój, w pobliżu uzdrowiska Iwonicz-Zdrój.
W latach 1975–1998 miejscowość administracyjnie należała do województwa krośnieńskiego. Do 1954 istniała gmina Iwonicz. W latach 1954–1972 wieś należała i była siedzibą władz gromady Iwonicz.
W pobliżu, w Pustynach znajduje się lotnisko Iwonicz.

## Integralne części wsi
| SIMC    | Nazwa      | Rodzaj    |
| ------- | ---------- | --------- |
| 0351596 | Długa      | część wsi |
| 0351604 | Floriańska | część wsi |
| 0351610 | Kmiecie    | część wsi |
| 0351627 | Zadwór     | część wsi |
| 0351633 | Zagrodniki | część wsi |

## Historia

### Toponimia nazwa
Etymologicznie nazwa wsi wywodzi się od imienia Iwo. Według Encyklopedii Katolickiej "nazwa XIV wiecznej osady Iwonicz wiąże się z wczesnym kultem św. Iwona w Polsce".
- 1425 – Iwańcze Pole
- 1427 - pratrum Cornslag in Iwancze Pole
- 1433 – Iwańczpole
- 1434 – Iwaniec
- 1464 - Iwaniec Pole, i jeszcze w AGZ: Ywancze, Iwancze, Ywanczepole, Iwonecz, Iwonyec
- XIX wiek – niem. Iwonitz, pol. Iwonicz
- XX wiek – Iwonicz

### Etnografia okolic Iwonicza
Iwoniccy Niemcy (zob. Głuchoniemcy) zachowali swoją odrębność etniczną jeszcze w II poł. XVI wieku – wspominają o tym akta biskupie, z okresu reformacji: "ludność niemiecka okazała się gorliwą i wytrwałą w wierze, nie tylko nie dali się żadnymi obietnicami od wiary katolickiej odwieść, ale utrzymywali składkami księdza, a wreszcie złożyli dziedzicowi (Zbigniewowi Sienieńskiemu) znaczny okup pieniężny, ażeby od swego zamiaru odstąpił". W roku 1885 potomków dawnych osadników niemieckich opisał na tle miejscowej ludności ruskiej (łemkowskiej) oraz mazurów Władysław Bełza, podając cały szereg współczesnych mu nazwisk o niemieckim brzemieniu.
Władysław Bełza związany był z uzdrowiskiem w Iwoniczu-Zdroju, gdzie organizował w l. 1874-90 życie kulturalne i towarzyskie. Tu również propagował i informował o pracach Towarzystwa wygłaszając odczyty. Dla regionu krośnieńskiego zasłużył się napisaniem pierwszego przewodnika krajoznawczo-turystycznego pt. "Iwonicz i jego okolice", wydanego w 1885 r. nakładem Zarządu Zdrojowego. W Iwoniczu-Zdroju, na Kawalcach znajduje się jego pomnik ufundowany przez wdzięcznych kuracjuszy i mieszkańców.

### Archeologia
Ziemie między Iwoniczem a Rymanowem były zasiedlone w okresie neolitu, o czym świadczą znalezione tu narzędzia.
Miejscowości takie jak, np. Iwonicz, Klimkówka, Rymanów w XIII w. należały do Iwonia z Goraja h. Korczak - sędziego chełmskiego, posła Kazimierza Wielkiego, - wydelegowanego do Tatarów, tuż przed wojną z nimi, który uzgodnił pokój. Miał on oprócz dóbr sanockich, posiadłości w ziemi jasielskiej, podobnie jak i jego potomek Dymitr z Goraja.
Pisemne wzmianki o Iwoniczu pochodzą z 1413 i z 1427 r. Już w wieku XIV, Iwanieccy zwani Otosławskimi Boczko, Bienasz i Jagienka, dzieci Benesza, pochodzącego z Czech, posiadali Iwonicz, zwany wtedy Iwańczepolem. W 1427 roku Boczko i Benesz jako dziedzice Iwonicza wiedli spór sądowy z Janem Grzymałą z Miejsca, o łąkę Corslag. W tych samych aktach, rodzina Boczko i Benesza – właścicieli Iwonicza, nazywana jest mianem Iwanieckich, co wskazuje na to, iż miejscowi dziedzice mogli przyjąć rodowe nazwisko od nazwy swojej posiadłości.
W 1443 r. Iwonicz wymieniany jest w dokumentach sądowych w sporze między Marciszem z Iwonicza, a jego stryjenką Jagienką Krzywiecką, żoną Jana Krzywieckiego i daniem intromisji Marciszowi na wsie Łukawica, Lesko Jankowce i inne położone pod zamkiem Sobień. Syn Bienasza, dziedzic Marcin Iwaniecki, zwany Otosławskim, w 1464 r. wybudował kościół modrzewiowy w Iwoniczu. Po śmierci właściciela Iwonicza, w roku 1492, miejscowością tą podzieliły się trzy córki Marcina Iwanieckiego: Katarzyna - żona Jana Kolanowskiego, Urszula - żona Wacława Pobiedzińskiego i Anna - żona Druzjana Trzecieskiego. Ostatecznie Iwonicz został własnością Jana Pobiedzińskiego - syna Wacława i Urszuli.
Wieś została lokowana na prawie magdeburskim w XV wieku.
W okresie I Rzeczypospolitej wieś należała do ziemi sanockiej, województwa ruskiego.

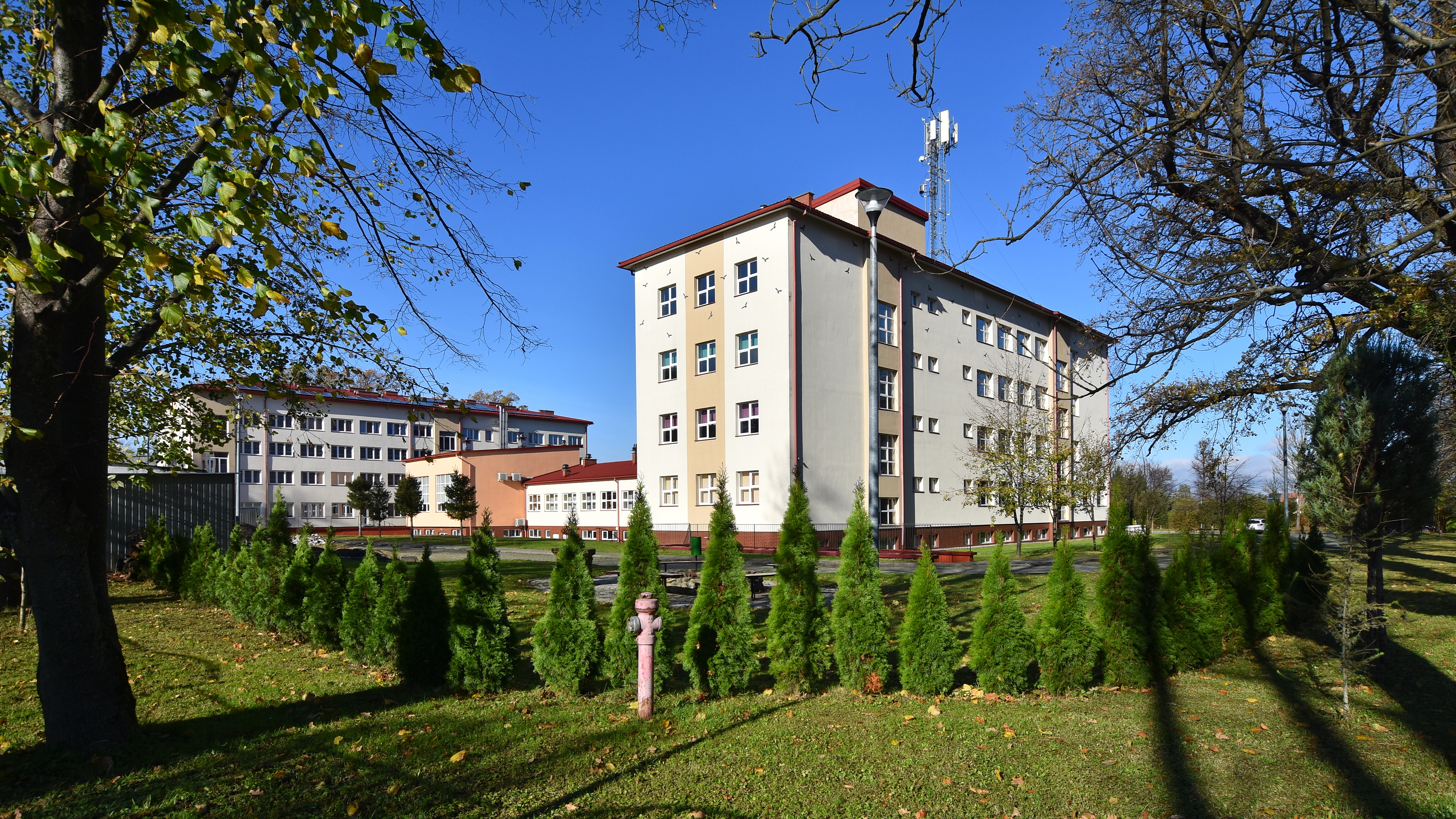
Ośrodek Szkolenia i Wychowania
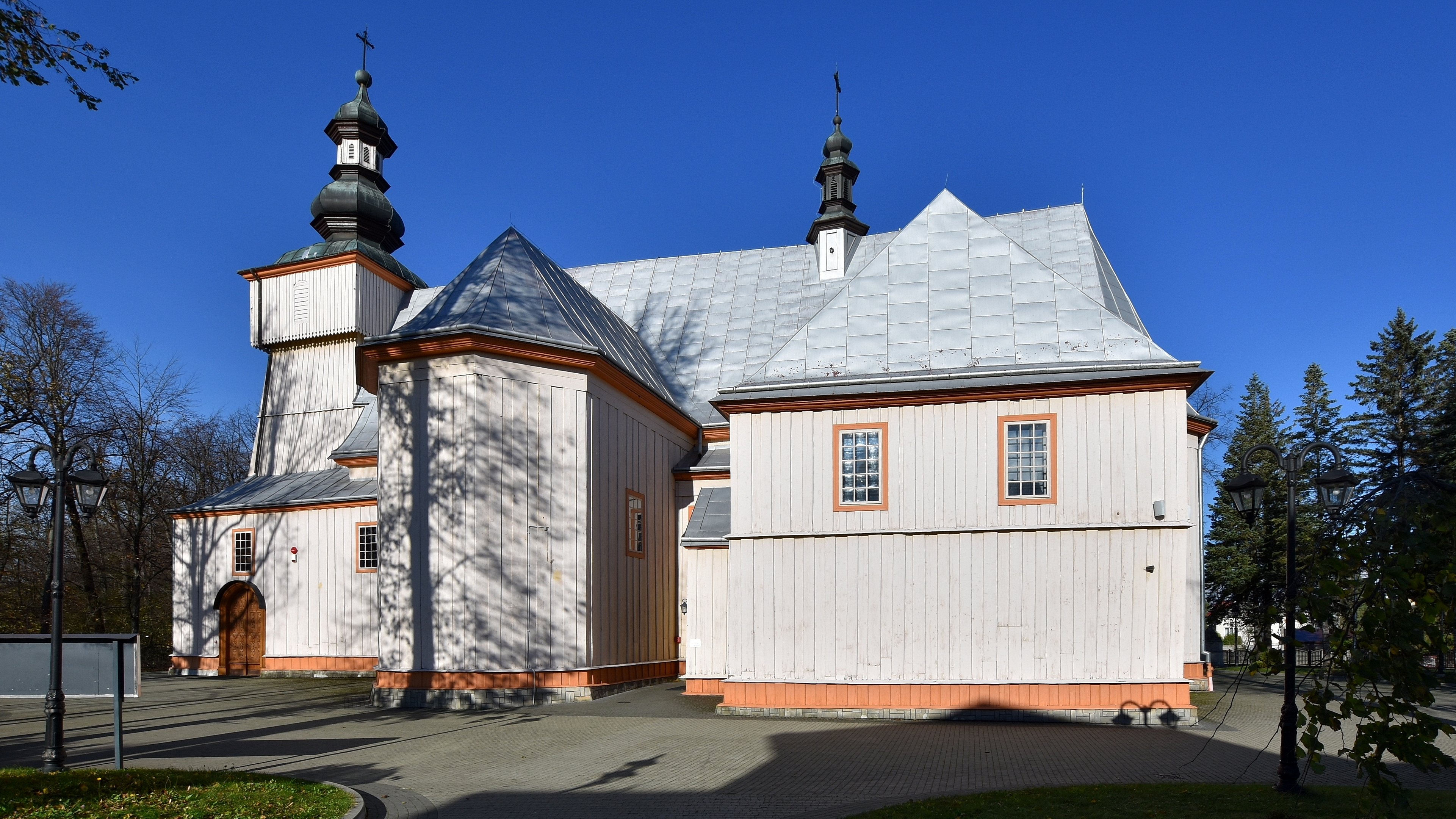
Kościół parafialny Wszystkich Świętych
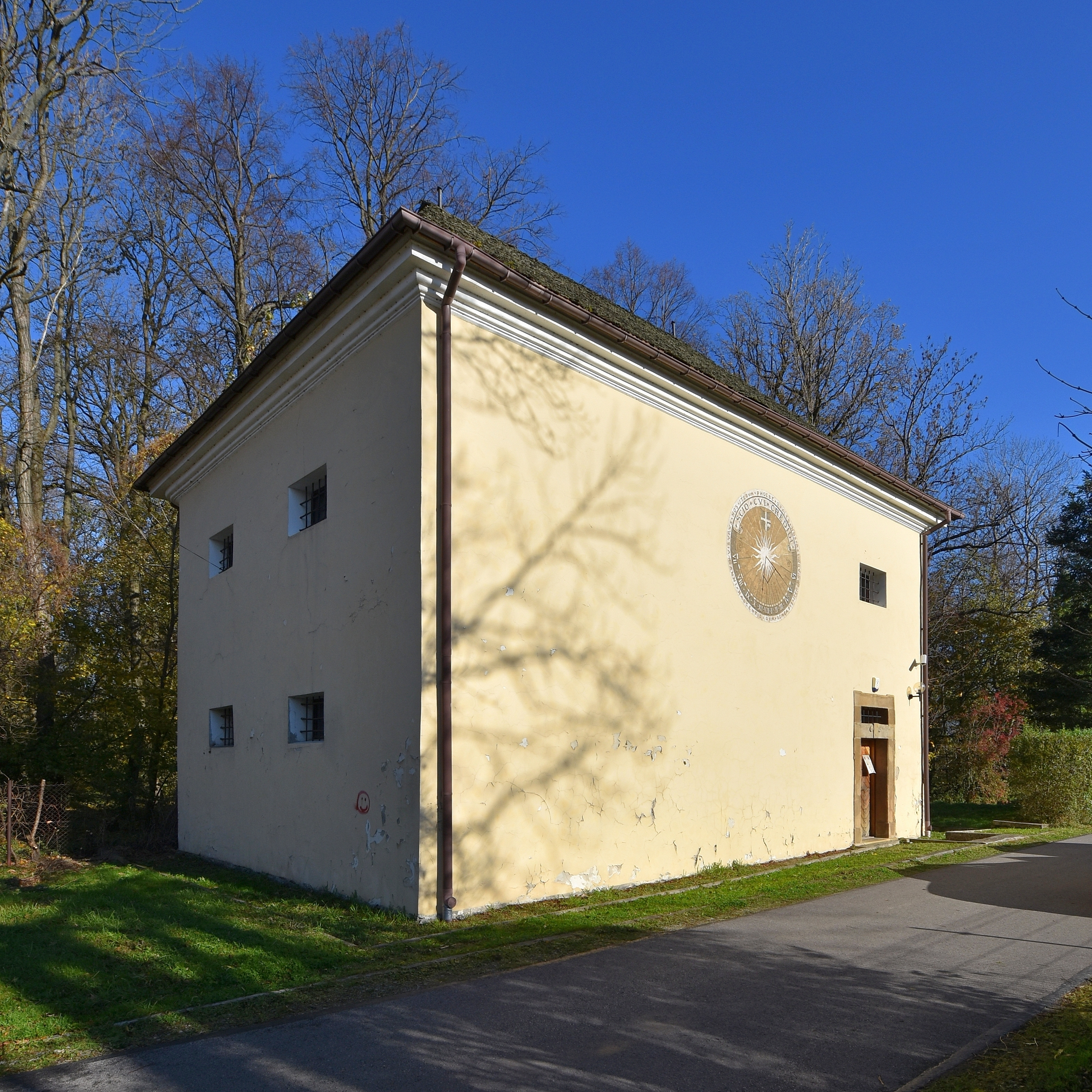
Zabytkowy spichlerz

### Właściciele Iwonicza
W XVI w. właścicielami Iwonicza byli Bobolowie ze Strachociny.
W roku 1520 Iwonicz stał się własnością Wiktoriana Sienieńskiego, który otrzymał przywileje od króla Zygmunta Starego (z lat 1520 - 1523) dotyczące iwonickich wód leczniczych.
Następnie Iwonicz otrzymał syn Zbigniew Sienieński, który stał się Socynianinem należącym do odłamu nowych arian. Zbigniew Sienieński wybudował sobie przy dworze zbór w roku 1550.
Gdy kolatorem był Albert Bobola, w roku 1624 w Oktawie Bożego Ciała, na Iwonicz (liczący wówczas 720 osób), napadli Tatarzy, którzy spalili całą wieś z dworem i plebanią, a ocalał tylko kościół, który doszczętnie obrabowano. W roku 1643 Iwonicz zmienił kolatorów, gdyż córka Alberta Boboli, Elżbieta Bobola wychodząc za mąż za kasztelana Stanisława Witowskiego, otrzymała miejscowość na wiano.
W 1657 r. na Iwonicz napadły wojska Jerzego II Rakoczego i Kozacy rabując i podpalając wieś, oraz mordując mieszkańców. Najazdy szwedzkie w latach 1655–1668 też powodowały wiele zniszczeń.
W roku 1677 nowym kolatorem Iwonicza został Jan Laskowski.
W czasie wojny północnej (1702), a potem w czasach saskich, zwłaszcza w I połowie XVIII wieku Iwonicz przeżywał przemarsze różnych wojsk, często mordujących ludność i niszczących zabudowania.
W 1721 roku opisano poszukiwanie, a nawet metody wydobycia i przetworzenia oleju skalnego w takich miejscowościach jak Głowienka, czy Iwonicz.
Następnie właścicielami Iwonicza była rodzina wojewody Ossolińskiego. W 1793 od ówczesnej właścicielki Teresy z Ossolińskich Potockiej kupił wieś gorący stronnik uchwał Sejmu Czteroletniego Michał Ostaszewski, ale już w 1799 sprzedał ją rodzinie Załuskich, do których należała nieprzerwanie do 1945 roku. W 1799 r. właścicielem został były konfederat barski Teofil hr. Załuski (1760-1831), w 1825 jego syn naczelnik powstania listopadowego na Litwie; Karol Teofil Załuski, który jako fundator Zakładu Zdrojowego, przeznaczył cały swój majątek jak również posag żony Amelii z Ogińskich na rozbudowę uzdrowiska. Po śmierci Karola (1845 r.) prowadzenie zakładu przejęła Amelia Załuska, która przy pomocy gen. Józefa Załuskiego prowadziła administrację i dalszą rozbudowę
uzdrowiska. Staraniem Amelii Załuskiej w 1852 r. została wybudowana przez wieś nowa wygodna droga do zakładu kąpielowego, co znacznie ułatwiło dojazd do uzdrowiska. Następnie Iwonicz przejął syn Amelii; Michał Karol Załuski (1827–1893).
W 1831 roku w ciągu lipca i sierpnia na cholerę umarło 115 osób w Iwoniczu, w 1847 na febrę umarło razem około 83 osoby, w 1849 na cholerę zmarło 31 osób, a w roku 1873 na tę chorobę umarło 84 osoby. Zmarłych w czasie epidemii chowano na cmentarzu cholerycznym. W czasach rzezi galicyjskiej w roku 1846, w Iwoniczu i w Miejscu Piastowym chłopi nie wzięli w tym ruchu udziału, a jedynie utworzyli straż, która strzegła swych dworów przed wybrykami obcych.
Maria Konopnicka, w 1908 r., zanim odwiedziła sanatorium Hołosko, koło Lwowa, przebywając w Żarnowcu, często przejeżdżała przez Iwonicz jadąc do Iwonicza-Zdroju. W tym czasie napisała Rotę.
Pod koniec XVIII wieku z części Iwonicza wyodrębniła się osada przyrodolecznicza pod nazwą Zdrój, obecnie Iwonicz-Zdrój.

## I wojna światowaw Iwoniczu
W czasie I wojny światowej 27 września 1914 roku wojska austriackie uciekające spod Kraśnika przed oddziałami wojsk rosyjskich zostawiły prowiant pod kościołem w Iwoniczu, dla cofającego się trzeciego korpusu, a potem go podpaliły lecz mieszkańcy ugasili ogień. 8 maja 1915 roku w Iwoniczu w czasie ostrzeliwani się artylerii niemieckiej z rosyjską, na podwórzu S. Felicjanek zginęła od pocisku siostra Michalina Górnicka. Szrapnel rosyjski przebił ścianę kaplicy Matki Boskiej Bolesnej i jeszcze drugą ścianę do kościoła i spadł na posadzkę nie eksplodując, unieszkodliwiony został wprawiony na pamiątkę w ścianę kaplicy.
16 kwietnia 1917 Austriacy zabrali dzwon z kościoła w Iwoniczu.

## II wojna światowaw Iwoniczu
Niemcy zajęli Iwonicz 8 września 1939 r. Zabrali w 1941 r. z kościoła dzwon (z roku 1573) i sygnaturkę.
W czasie okupacji Niemcy wywieźli do lasu w Warzycach dzieci z Zakładu Wychowawczego Ojców Bonifratrów w Iwoniczu. Mordu dokonali 23 lutego 1943 r. Ukraińcy z 600 osobowego batalionu z Ausbildungslager, m.in. niemowlęta roztrzaskiwali o drzewa. Ofiary mordu pochowano na cmentarzu, razem z ofiarami obozu koncentracyjnego w Szebniach.
24 lipca 1944 w Lesie Grabińskim koło Iwonicza, oddział SS Galizien zamordował 72 Polaków, w tym. członków AK i BCh.
26 lipca 1944 miejscowa ludność brała udział w wyzwalaniu Iwonicza Zdroju w ramach AK OP-15 i tworzeniu Rzeczypospolitej Iwonickiej. 30 lipca 1944 Ukraińcy uciekli z Iwonicza, zabrawszy konie plebańskie. Następnego dnia 31 lipca 1944 r., gdy zza szpitala O. Bonifratrów, do Niemców strzelali partyzanci, Niemcy dwoma tankami strzaskali budynek. 12 września 1944 wieś Iwonicz zajęły wojska radzieckie i front ustalił się na wysokim brzegu i trwał do 20 września. W czasie frontu zginęło od kul w Iwoniczu 32 osoby, a spaliło się 75 domów przeważnie umyślnie podpalonych przez Niemców. 20 września 1944 roku Armia Czerwona wkroczyła do Rzeczypospolitej Iwonickiej.

## Ludzie związani z Iwoniczem
- Antoni Kenar (23 stycznia 1906-19 lutego 1959, ur. w Iwoniczu) – rzeźbiarz, profesor, dyrektor Państwowego Liceum Technik Plastycznych w Zakopanem, jako rzeźbiarz – wielokrotny laureat.
- dr. ppłk. Józef Aleksiewicz – lekarz naczelny uzdrowiska, Prezes Związku Strzeleckiego, oficer AK, pierwszy po wojnie dyrektor uzdrowiska.
- Karol Załuski, z Iwonicza, herbu Junosza (1794–1845 w Iwoniczu) – jeden z przywódców i oficerów powstania listopadowego na Litwie, założyciel uzdrowiska Iwonicz-Zdrój, szef rosyjskiego poselstwa w Szwajcarii.
- Amelia Załuska z Ogińskich (1805–1858) – kompozytorka, poetka, malarka, współzałożycielka (wraz z mężem, Karolem Załuskim) uzdrowiska Iwonicz-Zdrój,
- Iwon Załuski (1840 - 1881) – zarządca uzdrowiska Iwonicz-Zdrój, działacz społeczny.
- Karol Bernard Załuski (1834 - 1919 w Iwoniczu) – językoznawca, orientalista, minister pełnomocny i poseł nadzwyczajny na dworze perskim.
- Kortez, właśc. Łukasz Federkiewicz, (24 czerwca 1989 w Krośnie) – polski muzyk, kompozytor, wokalista, gitarzysta, pianista oraz puzonista pochodzący z Iwonicza.

## Zabytki

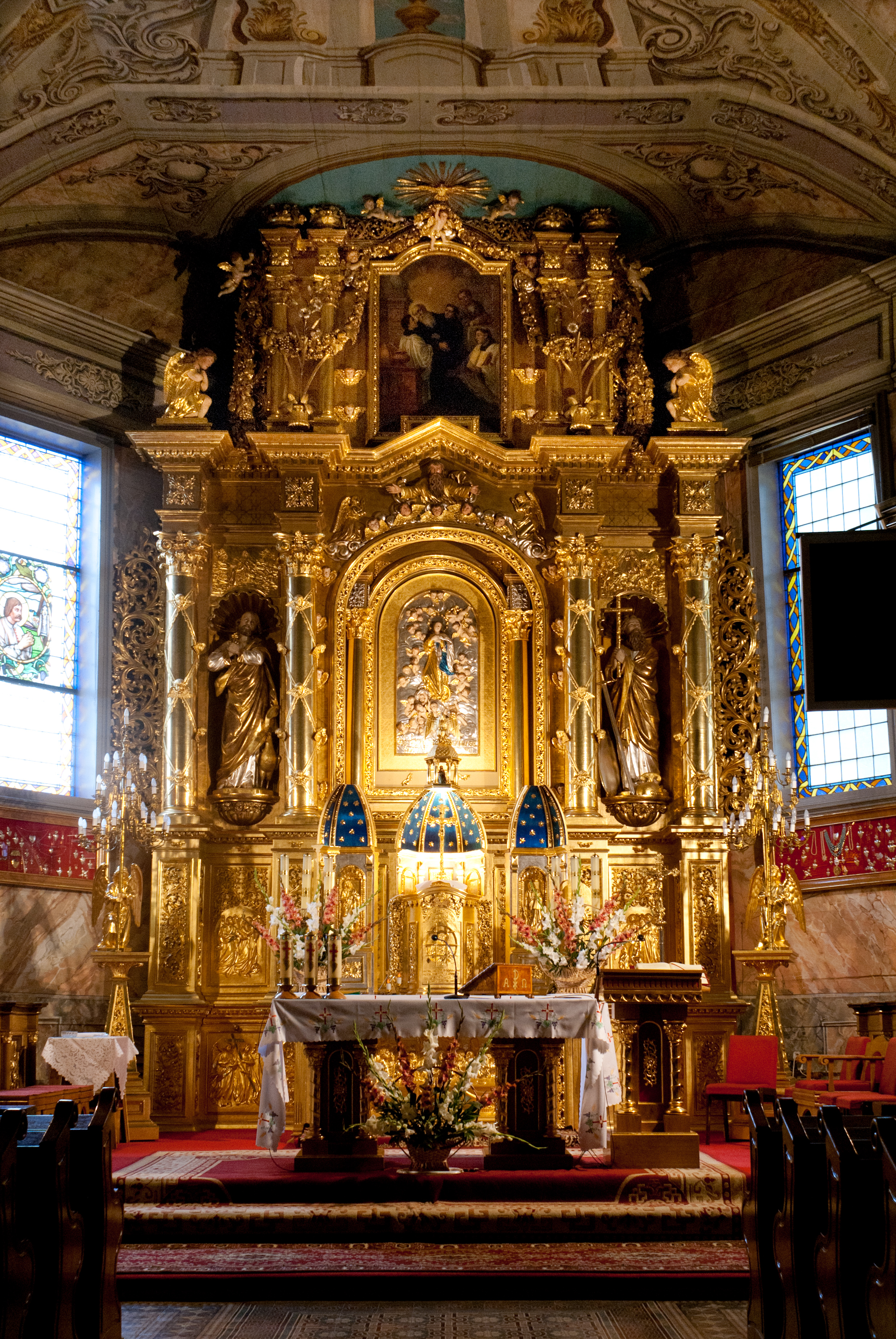
Ołtarz w prezbiterium kościoła pw. Wszystkich Świętych

- Kościół parafialny pw. Wszystkich Świętych – zbudowany z fundacji Marcina Iwanieckiego. Pierwsze wzmianki o świątyni pochodzą z 1464 r. i mówią o poświęceniu jej przez biskupa przemyskiego Mikołaja Błażejowskiego. Pierwotnie kościół posiadał system więźbowo-zaskrzynieniowo-zaczepowy. W I poł. XVII wieku dobudowano zakrystię i od strony zachodniej dostawiono wieżę-dzwonnicę. We wnętrzu bogaty wystrój barokowy, polichromia i obrazy (z 1885 roku), malarzy Jana i Pawła Bogdańskich z Jaślisk i ołtarz główny, bogato złocony z rzeźbami św. Piotra i Pawła, i Pietą, w ołtarzach bocznych rzeźby i płaskorzeźby dłuta Józefa Aszklara z Lubatowej, (mieszkańca Iwonicza, a później Haczowa) z lat 1885–1895. W bocznej kaplicy Matki Boskiej Bolesnej (południowej) stary ołtarz główny z XV wieku, przeniesiony z nawy głównej po wybudowaniu nowego, i stare organy. Nad tą kaplicą z otworem do nawy głównej Loża Kolatorska, zwana Pańskim Chórkiem. W obejściu świątyni kamienne rzeźby również dłuta Józefa Aszklara. W latach 1884–1895 świątynię przebudowano, m.in.: przedłużono korpus nawowy, dobudowano dwie kaplice w formie pseudotranseptu, a do prezbiterium kaplicę Załuskich (Karola i Amelii oraz Michałowej) z ich epitafiami i tablicą proboszcza, a także oficera powstania 1831 r. Maksymiliana Stanisławskiego. Kościół w Iwoniczu, mimo przekształceń, zachował gotycki układ i konstrukcję.
- Most kamienny klasycystyczny – z 1782 roku, na Iwonickim Potoku przy drodze do Rogów, na nim Topór (herb szlachecki) Ossolińskiego - ówczesnego właściciela Iwonicza
- Pałac Załuskich z lat 1882–1883 wraz z parkiem z XVIII w i ogiernią, w której obecnie znajduje się zakład produkujący galanterię skórzaną (od 1993 roku). Na zachód od dworu widoczne są pozostałości ziemnych fortyfikacji bastionowych, które przypuszczalnie powstały w XVII lub XVIII wieku.

## Stary i nowy cmentarz
Stary cmentarz założony został z początkiem XX wieku.
Na nim znajdują się grobowce:
- w centralnym miejscu rodziny Załuskich.
- legionistów
- żołnierzy AK zastrzelonych w Lesie Grabińskim i Warzycach koło Jasła,
- zasłużonych proboszczów: ks. Antoniego Podgórskiego, Józefa Rafy, Erazma Skórnickiego i pierwszego proboszcza w Iwoniczu Zdroju w l.(1948–1989) – ks. dr. Jana Rąba (1919–1989) – pisarza i historyka regionu, badacz biografii W. Pola.
- Stanisława Studenckiego - artysty malarza, uczenia Wojciecha Kossaka,
- Stanisława Dębicza - aktora scenicznego,
- dr. ppłk. Józefa Aleksiewicza, długoletniego lekarza naczelny uzdrowiska, Prezesa Związku Strzeleckiego, oficera AK, pierwszego po wojnie dyrektora uzdrowiska,
- dr. Kazimierza Kwaśnickiego, wieloletniego po wojnie lekarza naczelnego uzdrowiska i jego żony, matki chrzestnej statku „Iwonicz Zdrój”.
- trzy groby weteranów powstania styczniowego 1863 roku.

Na nowym cmentarzu (założonym przed kilku laty) znajduje się zbiorowa mogiła żołnierzy Armii Krajowej więzionych w Jaśle i rozstrzelanych w Lesie Grabińskim.